# Nicoleta Matei
Nicoleta Matei, ook bekend als Nico (Ploiești, 1 februari 1970), is een Roemeens zangeres.

## Biografie
Matei is vooral bekend vanwege haar deelname aan het Eurovisiesongfestival 2008, dat gehouden werd in de Servische hoofdstad Belgrado. Samen met Vlad Miriță bracht ze het nummer Pe-o margine de lume. Roemenië eindigde op de twintigste plek.